# X та Y бозони
У фізиці елементарних частинок, X та Y бозони (іноді називають «X бозонами») — це гіпотетичні елементарні частинки, аналогічні до W та Z-бозонів, які відповідають новому типу взаємодії, передбаченого моделлю Георгій-Глешоу, теорії великого об'єднання.
Приклад процесу за участю X та Y бозонів: пара кварків лептонів, дозволяючи змінювати баріонне число, і отже дозволяє протонний розпад.
Бозон X мав би наступні типи розпаду:
X → u + u
X → e+ + d
де два продукти розпаду в кожному процесі мають протилежні хіральності, u — це up(верхній)-кварк, d — down(нижній)-кварк і е+ — це позитрон.
Бозон Y мав би наступні типи розпаду:
Y → e+ + u
Y → d + u
Y → d + νe
де перший продукт розпаду, в кожному процесі, має ліву хіральність, а другий — праву і νe — електронне антинейтрино.
Схожі продукти розпаду існують для інших кварк-лептонних поколінь
У цих реакціях, не зберігаються ні лептонні (L), ні баріонні (B) числа, але B — L є. Різні співвідношеннях між X бозон і його античастинки (як у випадку з К-мезона) пояснює баріогенез.
| X та Y бозони           | Склад | Елементарні частинки |
| Родина                  | бозони |                      |
| Покоління               | 12 |                      |
| Маса                    | ≈ 1015 GeV/c2 |                      |
| Розкладається на        | Х: два кварки, або один антикварк і один заряджений антилептон, Y: два кварки, або один антикварк і один заряджений антилептон, або один антикварк і одне антинейтрино |                      |
| Електричний заряд       | X: +4⁄3e Y: +1⁄3e |                      |
| Колірний заряд          | безколірний |                      |
| Спін                    | 1 |                      |
| Спіновий стан           | 3 |                      |
| Слабка спінова проєкція | X: +1⁄2 Y: −1⁄2 |                      |
| Слабкий гіперзаряд      | 5⁄3 |                      |
| B-L                     | 2⁄3 |                      |